# シンセポップ
シンセポップ (synthpop) は、1970年代末から1980年代にかけて世界的に流行したポピュラー音楽のスタイルである。

## 概要
ロックに電子音楽を持ち込んだクラフトワークを中心とするクラウトロックの影響を強く受けながらも、より流麗で親しみやすいメロディを押し出すのが特徴で、ニュー・ウェイヴ・ジャンルの一翼を担った。音楽的には、シンセサイザーやシーケンサーなどの電子楽器を中心に据えた、ロックと電子音楽の中庸とも言える。

## 歴史
ホットバター、ポップコーン・メイカーズや、ジョルジオ・モロダーらは初期のシンセサイザー音楽の代表格だったが、当時はまだシンセ・ポップという呼び方は存在していなかった。
ウルトラヴォックスのメンバーは1977年には早くもローランド・T-77を購入し、シンセポップ・サウンドに取り組んでいた。他にヒューマン・リーグ、ソフトセル、OMD、トーマス・ドルビー、アフター・ザ・ファイヤー、ハワード・ジョーンズ、ゲイリー・ニューマン、M、リップス、タコ、ファルコらもシンセ・ポップの楽曲を発売した。シンセ・ポップの楽曲の中にはプログレッシブ・ロックの影響を受けた物もある。したがってシンセ・ポップに括られるアーティストの中には、ギターをフィーチャーしたロック色の強いバンドもいれば、完全に電子音のみで楽曲を構成するアーティストも存在する。その後に出現したハウスやテクノなどのダンス・ミュージックにも少なからず影響を与えた。
シンセポップの一部はパンクから生まれ、その流れを汲んでいたが、一方でグラムロックやディスコなど、軽視されたことのあるジャンルも内部にかかえていた。
日本では類似の概念としてテクノポップという言葉が使用され一部のシンセポップを包括する場合があるものの、これは和製英語である。
またテクノポップは日本音楽シーンの流行に連動して用いられる傾向があり、電子楽器による音楽でもテクノポップと呼ばれない場合がある。

## 主なアーティスト

### 欧米
- ホットバター(英語)[+ 4]
- エマーソン・レイク・アンド・パーマー
- アフター・ザ・ファイヤー
- アート・オブ・ノイズ
- イレイジャー
- M
- ABC
- オーケストラル・マヌーヴァーズ・イン・ザ・ダーク
- クラフトワーク
- ゲイリー・ニューマン
- テレックス
- スクリッティ・ポリッティ
- ソフト・セル
- 808ステイト
- ディーヴォ
- ウルトラヴォックス
- ヴィサージ
- トーマス・ドルビー
- ニュー・オーダー
- モダン・トーキング
- バグルス
- ジョルジオ・モロダー
- ヒューマン・リーグ
- スパンダー・バレエ
- デペッシュ・モード
- ユーリズミックス
- ヘヴン17
- カジャグーグー
- ハワード・ジョーンズ
- トンプソン・ツインズ
- ニック・カーショウ
- デッド・オア・アライヴ
- アーケイディア
- a-ha
- ファルコ
- ペット・ショップ・ボーイズ
- Radix[+ 5]
- ミニストリー[+ 6]
- Bastian(オランダ)[+ 7]

### 日本
シンセポップ専門家と、シンセポップを制作したことのある者の双方を掲載。
- 中田ヤスタカ
- Perfume
- きゃりーぱみゅぱみゅ
- Capsule
- 小室哲哉
- TM NETWORK
- 浅倉大介
- T.M.Revolution
- 松前公高
- 電気グルーヴ
- Yasushi.K[+ 8]
- 中田暁[+ 9]
- 平沢進[+ 10]
- YMO
- 八木沼悟志
- fripSide
- ALTIMA
- テイ・トウワ[+ 11]
- 松武秀樹[+ 12]
- PSY・S[+ 13]
- Strange Ensemble[+ 14]
- Suzuki[+ 15]
- 米光亮[+ 16]
- Cable and Cable[+ 17]
- E-MU(英語)[+ 18]
- ピコ太郎

## 洋書
- P. Bussy (2004), Kraftwerk: Man, Machine and Music (3rd ed.), London: SAF
- T. Cateforis (2011), Are We Not New Wave?: Modern Pop at the Turn of the 1980s, Ann Arbor MI: University of Michigan Press
- Collins, Nick; Schedel, Margaret; Wilson, Scott (2013). Electronic Music. Cambridge University Press. ISBN 978-1-107-24454-2
- Hoffmann, Frank (2004). Encyclopedia of Recorded Sound. Routledge. ISBN 978-1-135-94950-1*
- Simon Reynolds (2005), Rip It Up and Start Again Postpunk 1978–1984, London: Faber and Faber
- Trynka, Paul; Bacon, Tony, eds (1996). Rock Hardware. Balafon Books. ISBN 978-0-87930-428-7